# Le Tombeau hindou (roman)
Le Tombeau hindou (Das indische Grabmal) est un roman allemand écrit par Thea von Harbou en 1917 et publié en 1918.

## Résumé
Un architecte allemand est chargé par un maharajah indien d'élever un grand monument funéraire pour son épouse. Il apprendra par la suite que le tombeau est en réalité destiné à l'amante infidèle du maharajah, qui sera enterrée vivante en guise de punition. 

## Adaptations cinématographiques
Le roman a été adapté à trois reprises au cinéma, donnant lieu le plus souvent à une intrigue répartie sur deux longs métrages :
- 1921 : Le Tombeau hindou réalisé par Joe May.
- 1938 : Le Tigre du Bengale et Le Tombeau hindou réalisés par Richard Eichberg.
- 1959 : Le Tigre du Bengale et Le Tombeau hindou réalisés par Fritz Lang.